# Emile Smith Rowe
Emile Smith Rowe (sinh ngày 28 tháng 7 năm 2000) là một cầu thủ bóng đá chuyên nghiệp người Anh chơi ở vị trí tiền vệ tấn công cho câu lạc bộ Premier League Fullham và đội tuyển quốc gia Anh.
Smith Rowe bắt đầu sự nghiệp bóng đá chuyên nghiệp tại câu lạc bộ Arsenal vào năm 2018. Ban đầu, anh gặp khó khăn trong việc chiếm một suất đá chính nên được Pháo Thủ đem cho mượn tại RB Leipzig và Huddersfield Town. Trong những năm tiếp theo, anh trở thành một cầu thủ quan trọng của Arsenal.

## Sự nghiệp

### Arsenal

#### 2020–nay: Trở thành trụ cột đội một
Sau khi trở lại Arsenal, Smith Rowe phải vật lộn với chấn thương trước khi trở lại tập luyện vào mùa thu. Mặc dù anh thể hiện phong độ tốt trong các trận đấu của Arsenal tại vòng bảng UEFA Europa League nhưng vẫn không được xếp đá chính trong bất kỳ trận đấu nào tại Ngoại hạng Anh trong tháng 10 và tháng 11. Sau khởi đầu tồi tệ nhất của Arsenal sau nhiều thập kỷ, HLV Mikel Arteta đã tin tưởng xếp Smith Rowe ở vai trò số 10, thay thế Willian trong trận gặp Chelsea trong ngày tặng quà. Đáp lại niềm tin của ông thầy, anh cùng các đồng đội đã giành chiến thắng 3–1 trên sân nhà để chấm dứt chuỗi 7 trận không thắng của câu lạc bộ. Trong 5 trận đấu tiếp theo, Emile Smith-Rowe đã có 3 đường kiến tạo và ghi được 1 bàn thắng trong trận thắng 2–0 trước Newcastle United tại cúp FA. Ngày 14 tháng 3 năm 2021, Smith Rowe lần đầu tiên được chơi tại trận đấu derby Bắc Luân Đôn và đã trở thành là cầu thủ xuất sắc nhất trận khi cùng câu lạc bộ giành chiến thắng 2–1 trước Tottenham Hotspur. Vào ngày 9 tháng 5, Smith Rowe ghi bàn thắng đầu tiên tại Ngoại hạng Anh trong chiến thắng 3–1 trên sân nhà trước West Bromwich Albion. Ngày 12 tháng 5, Smith Rowe ghi bàn thắng duy nhất trong chiến thắng 1–0 trên sân khách trước Chelsea, đánh dấu chiến thắng đầu tiên của Pháo thủ tại Stamford Bridge sau gần 10 năm, cũng là lần đầu Arsenal thắng The Blues ở cả lượt đi và về kể từ năm 2004.
Ngày 22 tháng 7 năm 2021, Smith Rowe chấm dứt nhiều tin đồn bằng cách ký hợp đồng dài hạn với câu lạc bộ và được trao chiếc áo số 10 ở mùa giải mới. Ngày 26 tháng 9, Smith Rowe đã ghi bàn và kiến tạo trong chiến thắng 3–1 trước Tottenham. Vào tháng 11, Smith Rowe đã ghi 3 bàn trong 3 trận liên tiếp ở giải Ngoại hạng Anh.

## Thống kê sự nghiệp

### Câu lạc bộ
Tính đến ngày 7 tháng 11 năm 2021
| Câu lạc bộ               | Mùa giải       | Giải đấu       | Giải đấu | Giải đấu | Cúp quốc gia | Cúp quốc gia | Cúp liên đoàn | Cúp liên đoàn | Châu Âu | Châu Âu | Khác | Khác | Tổng cộng | Tổng cộng |
| Câu lạc bộ               | Mùa giải       | Hạng           | Trận     | Bàn      | Trận         | Bàn          | Trận          | Bàn           | Trận    | Bàn     | Trận | Bàn  | Trận      | Bàn       |
| ------------------------ | -------------- | -------------- | -------- | -------- | ------------ | ------------ | ------------- | ------------- | ------- | ------- | ---- | ---- | --------- | --------- |
| U-21 Arsenal             | 2018–19        | —              | —        | —        | —            | —            | —             | —             | —       | —       | 1    | 1    | 1         | 1         |
| Arsenal                  | 2018–19        | Premier League | 0        | 0        | 0            | 0            | 2             | 1             | 4       | 2       | —    | —    | 6         | 3         |
| Arsenal                  | 2019–20        | Premier League | 2        | 0        | 0            | 0            | 1             | 0             | 3       | 0       | —    | —    | 6         | 0         |
| Arsenal                  | 2020–21        | Premier League | 13       | 0        | 1            | 1            | 1             | 0             | 6       | 1       | 0    | 0    | 21        | 2         |
| Arsenal                  | Arsenal total  | Arsenal total  | 15       | 0        | 1            | 1            | 4             | 1             | 13      | 3       | 0    | 0    | 33        | 5         |
| RB Leipzig (mượn)        | 2018–19        | Bundesliga     | 3        | 0        | 0            | 0            | —             | —             | 0       | 0       | —    | —    | 3         | 0         |
| Huddersfield Town (mượn) | 2019–20        | Championship   | 19       | 2        | 0            | 0            | 0             | 0             | —       | —       | —    | —    | 19        | 2         |
| Tổng sự nghiệp           | Tổng sự nghiệp | Tổng sự nghiệp | 37       | 2        | 1            | 1            | 4             | 1             | 13      | 3       | 1    | 1    | 56        | 8         |

1. ↑  Số trận ra sân tại EFL Trophy
2. 1 2 3  Số trận ra sân tại UEFA Europa League

### Quốc tế
Tính đến ngày 15 tháng 11 năm 2021
| Đội tuyển quốc gia | Năm       | Trận | Bàn |
| ------------------ | --------- | ---- | --- |
| Anh                | 2021      | 2    | 1   |
| Tổng cộng          | Tổng cộng | 2    | 1   |

Tính đến ngày 15 tháng 11 năm 2021
Bàn thắng và kết quả của Anh được để trước
| # | Ngày                 | Địa điểm                                        | Số trận | Đối thủ    | Bàn thắng | Kết quả | Giải đấu                 |
| - | -------------------- | ----------------------------------------------- | ------- | ---------- | --------- | ------- | ------------------------ |
| 1 | 15 tháng 11 năm 2021 | Sân vận động San Marino, Serravalle, San Marino | 2       | San Marino | 7–0       | 10–0    | Vòng loại World Cup 2022 |

## Danh hiệu
Arsenal
- FA Community Shield: 2020[12], 2023[13]

U-17 Anh
- Giải vô địch bóng đá U-17 thế giới: 2017[14]
- Á quân Giải vô địch bóng đá U-17 châu Âu: 2017

U-21 Anh
- Giải vô địch bóng đá U-21 châu Âu: 2023[15]